# Tamara Braun

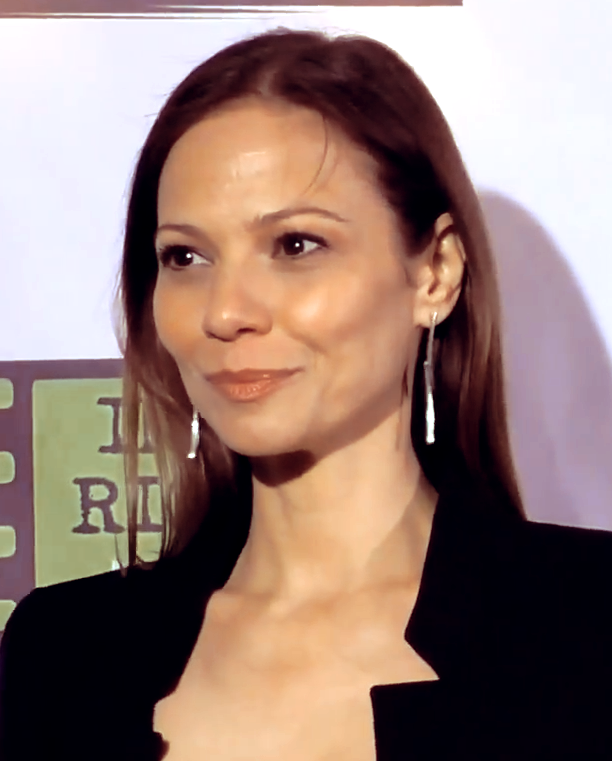
Tamara Braun, 2016

Tamara Braun (* 18. April 1971 in Evanston, Illinois) ist eine US-amerikanische Schauspielerin.
Tamara Braun wurde bekannt durch die Fernsehseifenoper General Hospital, in welcher sie von 2001 bis 2005 als Carly Corinthos mitspielte und wofür sie 2004, 2005 und 2006 ausgezeichnet wurde. Ferner hatte sie Gastauftritte unter anderem in Der Sentinel – Im Auge des Jägers, Buffy – Im Bann der Dämonen, Party of Five, Auf schlimmer und ewig, Eine himmlische Familie, Pretender, Dr. House und als Brenda Sanborn in Ghost Whisperer – Stimmen aus dem Jenseits. In der US-amerikanischen Seifenoper All My Children war Braun von 2008 bis 2009 in der Rolle von Reese Williams zu sehen.

## Filmografie (Auswahl)
- 1997: Soul Food
- 1998: Fallen Arches
- 2001–2019: General Hospital (Fernsehserie, 715 Episoden)
- 2005–2006: Freddie (Fernsehserie, 4 Episoden)
- 2006: Little Chenier
- 2006: Cold Case – Kein Opfer ist je vergessen (Cold Case, Fernsehserie, Episode 4x11, „Die Sugar Boys“)
- 2007: Limbo Lounge
- 2007: Ghost Whisperer – Stimmen aus dem Jenseits (Ghost Whisperer, Fernsehserie, Episode 2x13)
- 2007: Dr. House (House M.D., Fernsehserie, Episode 2x19 „Wunderland“)
- 2008–2009: All My Children (Fernsehserie, 81 Episoden)
- seit 2008: Zeit der Sehnsucht (Days of Our Lives, Fernsehserie)
- 2013: Supernatural (Fernsehserie, Episode 8x14 „Ein Licht am Ende des Tunnels“)
- 2014: Pretty Rosebud
- 2016: Her Dark Past (Fernsehfilm)
- 2017: Zombie Shooter (Dead Trigger)
- 2017: Abduction of Angie
- 2017: Stalked by My Ex (Fernsehfilm)
- 2019: The Rookie (Fernsehserie, Episode 1x15)
- 2023: Kombucha Cure (Fernsehserie, 6 Episoden)
- 2024: The Bay (Fernsehserie, Episode 9x14)